# Saint-Victor-sur-Rhins
Saint-Victor-sur-Rhins – miejscowość i gmina we Francji, w regionie Owernia-Rodan-Alpy, w departamencie Loara.
Według danych na rok 1990 gminę zamieszkiwały 872 osoby, a gęstość zaludnienia wynosiła 76 osób/km² (wśród 2880 gmin regionu Rodan-Alpy Saint-Victor-sur-Rhins plasuje się na 855. miejscu pod względem liczby ludności, natomiast pod względem powierzchni na miejscu 1014.).